# Bāgh Kūh
Bāgh Kūh (persiska: باغ کوه, باغ کو) är en ort i Iran.   Den ligger i provinsen Bushehr, i den södra delen av landet, 900 km söder om huvudstaden Teheran. Bāgh Kūh ligger 7 meter över havet och antalet invånare är 109.
Terrängen runt Bāgh Kūh är varierad. Havet är nära Bāgh Kūh åt sydväst.  Närmaste större samhälle är Jam, 17,7 km norr om Bāgh Kūh. Trakten runt Bāgh Kūh är ofruktbar med lite eller ingen växtlighet.